# Joseph Károlyi

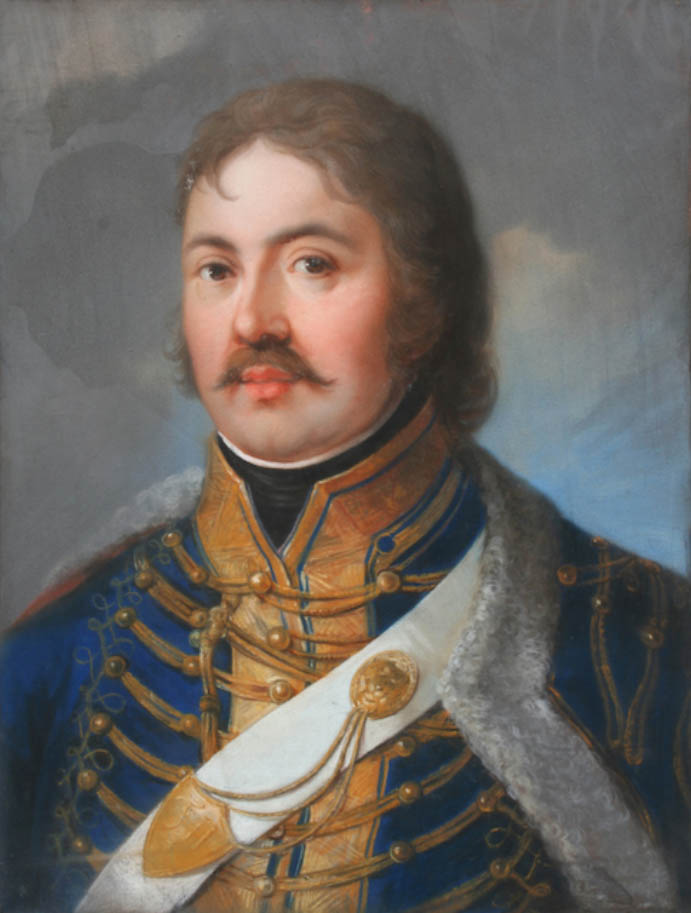
Joseph Károlyi

Joseph Graf Károlyi von Nagykároly (ungarisch Nagykárolyi gróf Károlyi József; * 7. Oktober 1768 in Nagykároly; † 4. April 1803 in Wien) war ein ungarischer Adeliger, Husaren-General und Obergespan von Békés und Sathmar.

## Herkunft

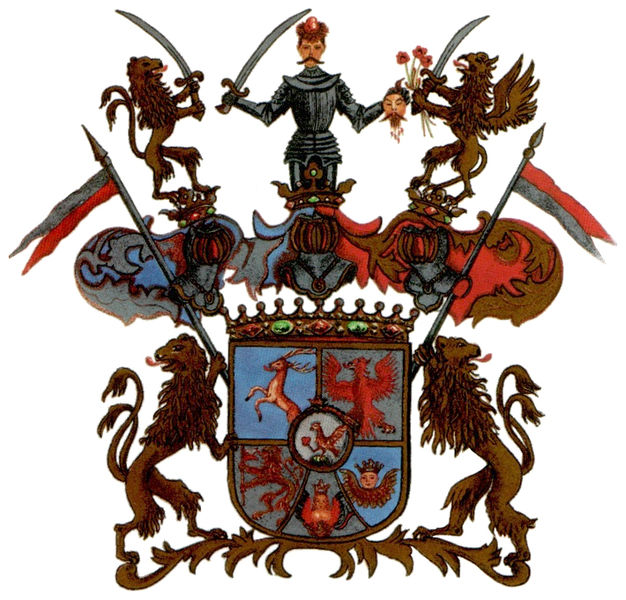
Wappen der Károlyi von Nagykároly

Joseph Károlyi entstammte aus dem ungarischen Adelsgeschlecht der Károlyi von Nagykároly, einem der ältesten, reichsten und berühmtesten Ungarns. Die Károlyis führen sich auf den ungarischen Stammesfürsten Kund (auch Künd bzw. Kend) zurück, einem der sieben Heerführer der Magyaren zur Zeit der Landnahme. Ihr Stammsitz war ab 1482 das in Oberungarn jenseits der Theiß im Sathmarland gelegene Schloss Károlyi in Nagykároly (heute Carei, Rumänien).

## Leben
Joseph Károlyi wurde am 7. Oktober 1768 in Nagykároly (deutsch Großkarol; heute Carei, Rumänien) als einziger Sohn von Anton Károlyi (* 1732; † 1791) und dessen Ehefrau Freiin Josepha von Harruckern geboren.
Bereits mit acht Jahren wurde er 1776 von Kaiserin Maria Theresia zum Obergespan des Komitats Békés ernannt und war damit Oberhaupt dieser Verwaltungseinheit im Königreich Ungarn. Er besuchte die Schule in Waitzen (ungarisch Vác) und studierte Jura in Pest und Wien. Mit 21 wurde er k.k. Kämmerer und Sekretär bei der ungarischen Statthalterei und wurde wenige Monate nach dem Tode seines Vaters Anton Károlyi am 13. Oktober 1791 Obergespan des Komitats Sathmar.
1797 stellte er sich an die Spitze der Insurrektion (Adelsaufgebot zum Schutz der Grenzen) des Komitats Sathmar, und 1800 auch an die Spitze jener der Komitate Szabolcs, Marmaros, Bereg und Ugocsa.
Er widmete große Summen für religiöse Zwecke und ließ Kirchen in Großmaitingen (rum. Moftinu Mare) und Poroszló erbauen. Joseph Károlyi starb bereits mit 35 Jahren am 4. April 1803 in Wien.

## Ehe und Nachkommen

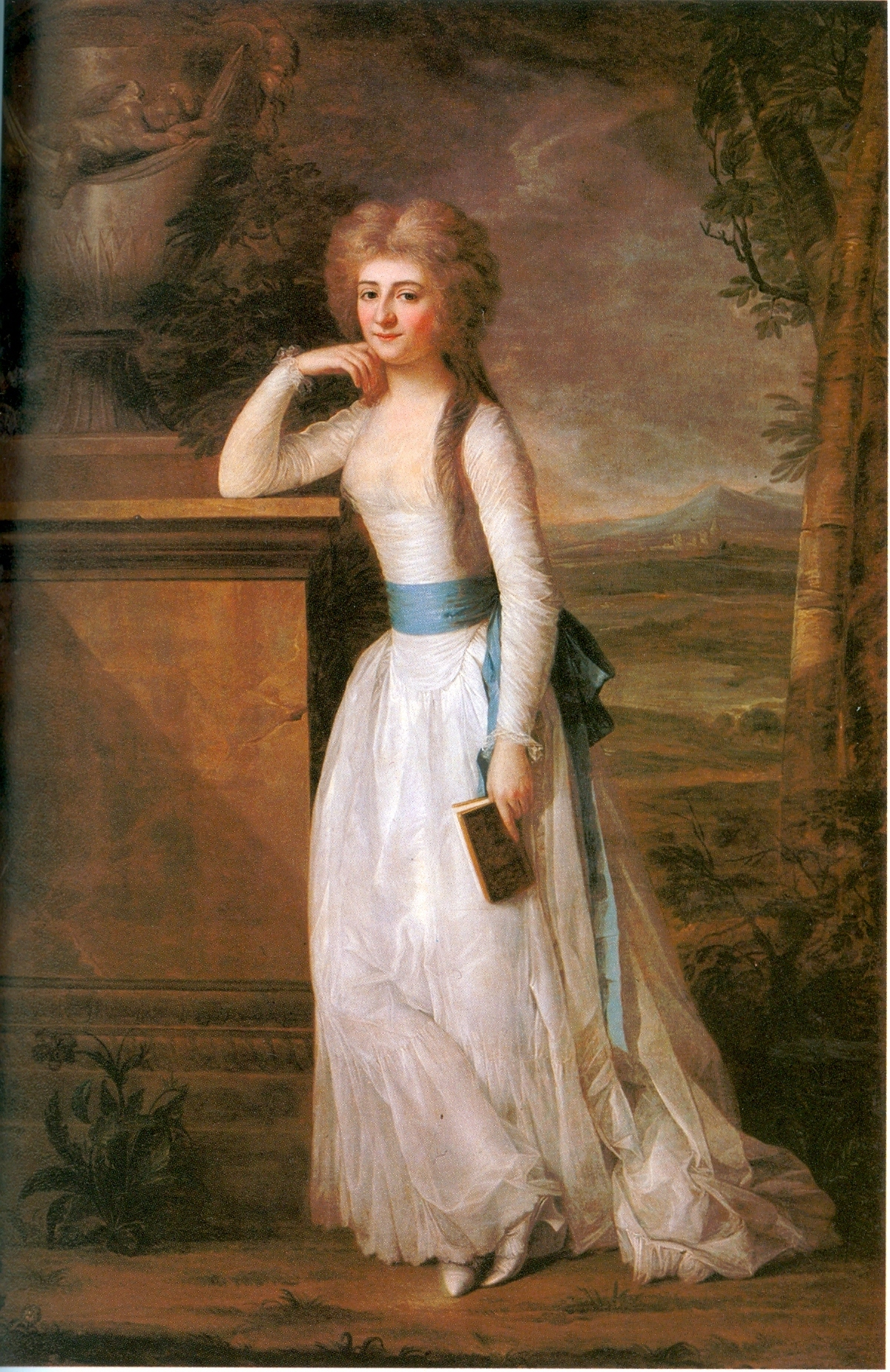
Elisabeth von Waldstein-Wartenberg

Joseph Károlyi heiratete am 8. Februar 1789 Gräfin Elisabeth von Waldstein-Wartenberg. Das Paar hatte sieben Kinder:
- Elisabeth Károlyi (* 1791; † 1795)
- Maria Károlyi (* 1793; † 1848) ⚭ Graf Franz Königsegg-Aulendorf
- Stephan Károlyi (* 1797; † 1881) ⚭ Gräfin Franziska von Esterházy-Galantha
- Ludwig Károlyi (* 1799; † 1863) ⚭ Fürstin Ferdinanda von Kaunitz-Rietberg
- Franziska Károlyi (* 1800; † 1823) ⚭ Graf Albert Sztaray
- Georg Károlyi (* 1802; † 1877) ⚭ Gräfin Karoline von Zichy-Vásonykő
- Josephine Károlyi (* 1803; † 1863) ⚭ Graf Joseph Trautmannsdorf

Sein Enkel Ferdinand von Trauttmansdorff-Weinsberg war der Präsident des österreichischen Herrenhauses.